# La Carolina
La Carolina – gmina w Hiszpanii, w prowincji Jaén, w Andaluzji, o powierzchni 201,37 km². W 2011 roku gmina liczyła 15 945 mieszkańców.
Choć osadnictwo w okolicy sięga czasów kartagińskich i rzymskich to współczesne miasto zostało założone dopiero w 1767 przez króla Karola III, na cześć którego zostało ono nazwane. Również w otaczającym je regionie przeprowadzono wówczas akcję osadniczą i sprowadzono około 6000 osadników z Europy Środkowej, głównie niemieckich, aby założyć nowe miejscowości, a La Carolina stała się dla nich głównym miastem.